# Kadijivka

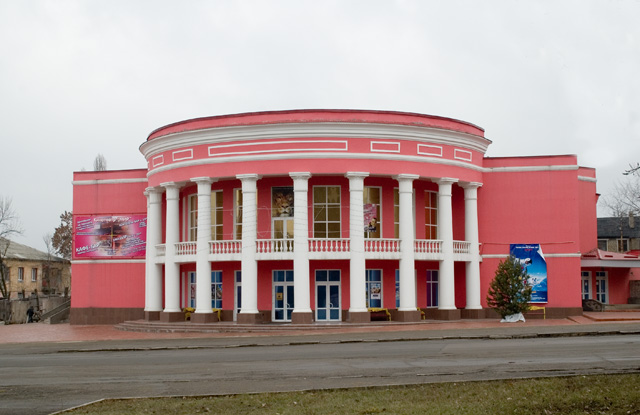
Kadijivka. Sala de cinema "Myr"

Kadijivka (em ucraniano:  Кадіївка) é uma cidade da Ucrânia. Localiza-se no leste do país. A sua aglomeração, que engloba a cidade de Alchevsk, tem cerca de 574 mil habitantes. Designou-se Stakhanov até 2016, Kadiyevka até 1978 e Sergo entre 1935 e 1943.